# Hidroelectrica
Hidroelectrica este lider în producția de energie electrică și principalul furnizor de servicii tehnologice necesare în Sistemul Energetic Național din România. 
Compania administrează 430 de grupuri, dintre care 169 în centrale cu putere instalată  <10 MW, 250 in CHE> 10 MW, iar 11 sunt grupuri de pompare.
Într-un an hidrologic mediu, Hidroelectrica asigură 30 % din totalul producției naționale de energie electrică. În 2019, Hidroelectrica a produs 15,210 TWh
În noiembrie 2019, Hidroelectrica se afla pe locul 3 în topul celor mai valoroase companii din România, fiind cea mai valoroasă companie cu capital de stat, evaluată la 24,4 miliarde de lei.

## Istoric
În 1990 este înființată compania RENEL, succesoare a Ministerului Energiei Electrice.
În 1998 se începe reorganizarea sectorului energetic prin crearea (conform HG 365) a unei companii de tip holding, CONEL, cu patru filiale: Termoelectrica, Electrica, Hidroelectrica, Nuclearelectrica. În 2000 aceste patru companii devin, prin HG 627, companii cu capital 100 % de stat, fiind înființată și Transelectrica.
În 2001 se întocmește strategia de dezvoltare și modernizare a sistemului energetic, inclusiv pentru Hidroelectrica, cu principalul scop de a atrage capital privat pentru finalizarea investițiilor începute în trecut. 
Pentru Hidroelectrica urmează, în 2002, o reorganizare, completată de înființarea a opt companii de reparații și mentenanță.
În 2003 seceta are efecte grave asupra activității Hidroelectrica. Însă compania reușește să pună la punct o strategie de relansare pentru 2004 - 2025.
Drept urmare, în 2004 achită 60 % din datoria companiei și un an mai târziu realizează un record pentru producția de energie electrică a companiei - 20,1 TWh, fiind clasată pe locul 6 în „Top 100 cele mai valoroase companii din România”, un top realizat de Ziarul Financiar.
În 2008 Hidroelectrica urcă pe locul 5 în același top.
În 2010, Hidroelectrica realizează o producție de 19,85 TWh și înregistrează un profit record in condițiile crizei la nivel internațional și național.
Însă în 2012 compania intră în insolvență cu scopul de a-și reorganiza activitatea. Ministerul Economiei, Comerțului și Mediului de Afaceri, acționar majoritar al companiei, cu 80,06 % din capitalul social, și Fondul Proprietatea, în calitate de acționar minoritar, cu 19,94 % din capitalul social, hotărăsc numirea lui Remus Vulpescu în calitate de administrator special al Hidroelectrica.
În 2013, măsurile de optimizare a activității au continuat prin reducerea organigramei cu 315 posturi începând cu data de 16 ianuarie 2013. Au fost disponibilizați 154 de salariați și au fost reduse 161 de posturi vacante.
În 2014, Hidroelectrica a încheiat exercițiul financiar anual cu cea mai mare cifră de afaceri din istoria companiei, de 3,4 miliarde lei, cu cel mai mare profit înregistrat vreodată, de 1,2 miliarde lei, și cu cel mai mic preț de producție din ultimii 5 ani - de 108 lei/MWh.
În 2015, Hidroelectrica a continuat seria rezultatelor deosebite ale anilor anteriori, înregistrând un profit brut de 1.105 milioane lei raportat la o cifră de afaceri de 3.183 milioane lei.
În 2017, compania înregistrează rezultate istorice: cifra de afaceri de 3,254 mld. lei, profitul net de 1,603 mld. lei și o EBITDA de 69 %.
Începând cu data de 01.03.2019, prin adoptarea OUG 114/2018, a fost reintrodusă piața reglementată în România, reversând trendul de liberalizare a pieței de energie din România, finalizat în anul 2017.
În cursul anului 2019 s-au definitivat procedurile de selecție, conform OUG 109, atât pentru membrii Consiliului de Supreveghere, cât și pentru Directoratul Hidroelectrica, compania îndeplinind una dintre condițiile necesare pentru asigurarea implementării strategiei de dezvoltare, prin asigurarea unei conduceri executive stabile, cu un mandat de patru ani, iar în luna iulie 2019, acționariatul a aprobat Planul de Administrare al companiei pentru o perioadă de patru ani.
Modalități de contact Hidroelectrica.

## Privatizare
În anul 2004 a început privatizarea prin vânzare a 150 de micro-hidrocentrale.
Au fost organizate licitații la care au participat firme românești și din străinătate. Până în august 2009, au fost vândute 87 microhidrocentrale. 
Microhidrocentralele sunt unități de producție care au capacități sub 10 MW. 
În anul 2013, a fost luată decizia de listare la Bursă a 10 % din acțiunile producătorului de energie electrică, prin Hotărârea de Guvern 1066 pentru aprobarea strategiei de privatizare a Societății de Producere a Energiei Electrice în Hidrocentrale "Hidroelectrica" - S.A. București, modificată ulterior prin HG 897/2017. 
Hidroelectrica se află în faza de pregătire a procesului de listare la Bursă. La începutul anului 2022 a fost anunțat că marele furnizor de energie electrică va vinde la bursă un procent de 15 % din valoarea companiei. Astfel, întrece cea mai mare listare de până acum deținută în 2014 de Electrica. 

## Listarea la Bursa de Valori București
Pe 12 iulie 2024 Hidroelectrica marchează un an de la listarea sa la Bursa de Valori București, în iulie 2023 sub simbolul bursier H2O, în urma încheierii cu succes a celui mai mare IPO realizat vreodată la bursă, în valoare de 1.9 miliarde de Euro.
În tot acest timp, acțiunea Hidroelectrica este cea mai tranzacționată acțiune la bursă. Investitorii au realizat peste 213.000 de tranzacții cu peste 43 milioane de acțiuni Hidroelectrica, în valoare de peste 5 miliarde de lei.
În decursul primului an la bursă, randamentul de preț al acțiunii H2O a fost de 24 %, în timp ce randamentul total, ce include dividendele, a fost de 37 %.
Hidroelectrica este cea mai mare companie românească în funcție de capitalizare, care, la finalul zilei de 11 iulie 2024 era de 57.89 miliarde de LEI.
În acest moment (august 2024), compania ocupă a 3-a cea mai mare pondere în indicele principal al pieței, indicele BET.
Acțiunile companiei sunt incluse în indicii FTSE Russell pentru Piețe Emergente și în indicii MSCI.

## Extindere
În aprilie 2009, Ministerului Economiei și Comerțului a anunțat intenția de a construi o hidrocentrală de 1000 MW de acumulare cu pompaj la Tarnița-Lăpuștești (județul Cluj), proiect estimat la peste 1,1 miliarde euro. Hidrocentrala de la Tarnița urmează să fie echipată cu patru grupuri energetice, fiecare cu o putere de 250 MW. Realizarea hidrocentralei Tarnița-Lăpuștești va duce la îmbunătățirea regimului de funcționare al reactoarelor nuclearelectrice de la Cernavodă, al termocentralelor pe combustibili fosili și al celor în cogenerare. Totodată, hidrocentrala va putea să asigure reglajul sistemului, rezerva de avarie de scurtă durată și condițiile optime pentru instalarea unei puteri mai mari de 2.000 MW în centralele eoliene.
Construcția hidrocentralei va dura între cinci și opt ani.
În noiembrie 2009 a fost inaugurată centrala hidroelectrică de la Movileni, amplasată pe râul Siret, cu o putere instalată de 33,9 MW și care va furniza 112,4 GWh de energie pe an.
Valoarea investiției de la Movileni a fost de 650 milioane de lei.
În august 2010, Hidroelectrica va începe lucrările de construcție a hidrocentralei de la Cosmești, parte a Amenajării Hidroenergetice a râului Siret pe sectorul Cosmești, a căror durată este estimată între 3 ani și 3 ani și jumătate, costurile preconizate ridicându-se la 618 milioane de lei.
Amenajarea se întinde pe teritoriul județelor Galați și Vrancea și este alcătuită din două trepte hidroenergetice, Cosmești și Movileni, cea din urmă fiind deja finalizată.
Centrala va avea o putere instalată de 37,8 MW (două grupuri) și va produce 130,1 GWh/an.
Hidroelectrica - Sucursala Hidrocentrale Sibiu a inaugurat la 20 decembrie 2011, hidrocentrala de la Robești.
În mai 2014, a avut loc la Centrala Hidroelectrică Frunzaru, Uzina Hidroelectrica Slatina, Sucursala Hidrocentrale Râmnicu Valcea, punerea în funcțiune a primei amenajări hidroenergetice cu acumulare prin pompaj din România.
În mai 2015, a fost semnat contractul de retehnologizare a CHE Stejaru-Bicaz (Dimitrie Leonida), prima hidrocentrală de mare putere construită în România, contract câștigat în urma unei proceduri transparente de către Asocierea ROMELECTRO SA și LITOSTROJ POWER D.O.O
În iunie 2016, prin hotărârea nr. 4437/2016, pronunțată în ședința publică din data de 21.06.2016 în dosarul 22456/3/2012* aflat pe rolul Tribunalului București, s-a închis procedura insolvenței față de Hidroelectrica. 
La 30 martie 2017, Curtea de Apel București a pronunțat decizia numărul 125 din 30 martie 2017 in dosarul 22456/3/2012* prin care a închis definitiv procedura insolvenței Hidroelectrica.
În luna decembrie 2018, Hidroelectrica a pus în funcțiune Hidroagregatul 1 de la CHE Călimănești și Hidroagregatului 2 al Centralei Hidroelectrice Berești, după efectuarea unor ample lucrări de retehnologizare. 
În luna decembrie 2019, Hidroelectrica a semnat contractul pentru modernizarea Stației Electrice de 110 KV aparținând CHE Brădișor, parte a amenajării hidroenergetice Lotru.

## Conducerea
Directorat Hidroelectrica: 
Karoly BORBELY
```
 Presedinte - CEO
```

Marian FETITA
```
 Membru   -   CFO
```

Ianas RADOI
```
 Membru   -   COO
```

Bogdan Nicolae BADEA
```
 Membru   -   CIO
```

```
Radu Ioan CONSTANTIN
 Membru   -   CAO
```

Mai multe info sunt aici: https://www.hidroelectrica.ro/article/11

## Rezultate financiare (total venituri):
- 2007: 2,06 miliarde lei[26]
- 2008: 2,44 miliarde lei[27]
- 2009: 2,42 miliarde lei[28]
- 2010: 3,41 miliarde lei[29]
- 2011: 3,18 miliarde lei[30]
- 2012: 2,56 miliarde lei[31]
- 2013: 3,26 miliarde lei[32]
- 2014: 3,48 miliarde lei[33]
- 2015: 3,32 miliarde lei[33]
- 2016: 3,39 miliarde lei[33]
- 2017: 3,32 miliarde lei[34]
- 2018: 4,27 miliarde lei[35]
- 2019: 4,17 miliarde lei[35]
- 2020: 3,87 miliarde lei[36]
- 2021: 6,69 miliarde lei[37]

## Critici
Hidroelectrica a fost acuzată în presă de nepotism, în iulie 2010, pentru favorizarea rudelor angajaților la concursurile de angajare, chestiune prevăzută în contractul colectiv de muncă al companiei.